# Gerolamo Francesco Malpasciuto
Gerolamo Francesco Malpasciuto, il cui cognome è riportato anche come Malpasciuti, Malpassuto o Malpassuti (Casale Monferrato, 10 maggio 1656 – Vercelli, 9 agosto 1728), è stato un vescovo cattolico italiano.

## Biografia
Gerolamo Francesco Malpasciuto nacque a Casale Monferrato il 10 maggio 1656 in una nobile famiglia monferrina.
Destinato alla carriera ecclesiastica, fu ordinato presbitero il 27 maggio 1679. Fu inizialmente canonico della cattedrale di Casale, per poi divenire prevosto della collegiata e infine, nel 1701, vicario generale del vescovo Pietro Secondo Radicati. In questa veste ebbe un ruolo importante nel passaggio del ducato del Monferrato ai domini sabaudi: quando le truppe savoiarde misero Casale sotto assedio nell'autunno del 1706, Malpasciuto fu scelto (in qualità di rappresentante del vescovo), insieme ai marchesi Gerolamo Natta e Giacinto Grisella, per discutere con il duca Vittorio Amedeo II e con il principe Eugenio di Savoia i termini della resa della città.
Il 23 giugno 1727 venne scelto dallo stesso duca di Savoia come nuovo vescovo di Vercelli; la sua nomina fu confermata da papa Benedetto XIII tre giorni dopo. Ricevette la consacrazione episcopale il successivo 16 novembre dalle mani del cardinale arcivescovo di Milano Benedetto Erba Odescalchi, co-consacranti il vescovo di Cremona Alessandro Maria Litta e il vescovo di Vigevano Giorgio Cattaneo. Due giorni dopo, prestò inoltre giuramento di fedeltà al duca Vittorio Amedeo II.
Morì il 9 agosto 1728, pochi mesi dopo la propria consacrazione episcopale, all'età di 72 anni.

## Genealogia episcopale
La genealogia episcopale è:
- Cardinale Scipione Rebiba
- Cardinale Giulio Antonio Santori
- Cardinale Girolamo Bernerio, O.P.
- Arcivescovo Galeazzo Sanvitale
- Cardinale Ludovico Ludovisi
- Cardinale Luigi Caetani
- Cardinale Ulderico Carpegna
- Cardinale Paluzzo Paluzzi Altieri degli Albertoni
- Cardinale Gaspare Carpegna
- Cardinale Fabrizio Paolucci
- Cardinale Benedetto Erba Odescalchi
- Vescovo Gerolamo Francesco Malpasciuto